# Perelli
Perelli (en cors I Perelli) és un municipi francès, situat a la regió de Còrsega, al departament d'Alta Còrsega. L'any 2006 tenia 114 habitants.

## Demografia
| 1962 | 1968 | 1975 | 1982 | 1990 | 1999 |
| ---- | ---- | ---- | ---- | ---- | ---- |
| 187  | 158  | 114  | 100  | 102  | 110  |

## Administració
| Període   | Identitat                  | Partit | Qualitat |  |
| --------- | -------------------------- | ------ | -------- |  |
| 1995-2001 | Sauveur Vinciguerra        |        |          |  |
| 2001-     | Jean-Hyacinthe Vinciguerra |        |          |  |